# Karel Brückner
Karel Brückner, född 13 november 1939, är en tjeckisk före detta professionell fotbollsspelare och fotbollstränare. Förbundskapten för Tjeckien (2002-2008) och Österrike (2008-2009).